# 長崎新右衛門
長崎 新右衛門（ながさき しんえもん、文保3年/元応元年（1319年）- 元弘3年/正慶2年5月22日（1333年7月4日）は、鎌倉時代末期の武士。長崎高資の息子で、長崎高重の弟。
鎌倉東勝寺に帰還した兄の高重が主君･北条高時に新田義貞軍との戦について報告した後自害し、次いで摂津親鑑、諏訪直性と自害する中、祖父･長崎円喜は高時の様子を気にして自害しないままであったが、新右衛門が「父祖の名を呈すを以て、子孫の孝行とする事にて候なれば、仏神三宝も定て御免こそ候はんずらん」と言って円喜の腹を二度刺し、その刀で新右衛門自らも切腹した。享年15。
この様子に覚悟を決めた高時は近くの安達時顕とともに腹を切って果てた。あとは八百人もの家臣達が次々と自害して果て、鎌倉幕府は滅亡した。